# 캐서린 마
캐서린 로버츠 마(영어: Katherine Roberts Maher, 영어 발음: /kæθərɪn mɑːr/, 1983년 4월 18일~)는 미국의 경영인이다. 2024년 3월부터 내셔널 퍼블릭 라디오의 CEO, 회장을 맡고 있으며 2016년 6월부터 2021년 4월까지 위키미디어 재단의 최고 경영자, 사무총장으로 재직했다. 마는 정보통신기술 분야에서 경력을 쌓았고 비영리 및 국제 분야에서 일했으며, 인권과 국제 발전을 위한 기술의 이용에 초점을 맞췄다.

## 어린 시절과 교육
코네티컷주 윌턴에서 자랐으며 윌튼 고등학교를 다녔다. 고등학교를 졸업한 뒤 2003년 카이로 아메리칸 대학교 아랍어학원의 아랍어 집중 프로그램을 졸업했다. 이후 시리아의 프랑수아 드 다마스 연구소(Institut français d’études arabes de Damas)에서 공부했고 레바논과 튀니지에서 시간을 보냈다.
2005년 뉴욕 대학교에서 중동과 이슬람학 학사 학위를 받았다.

## 경력

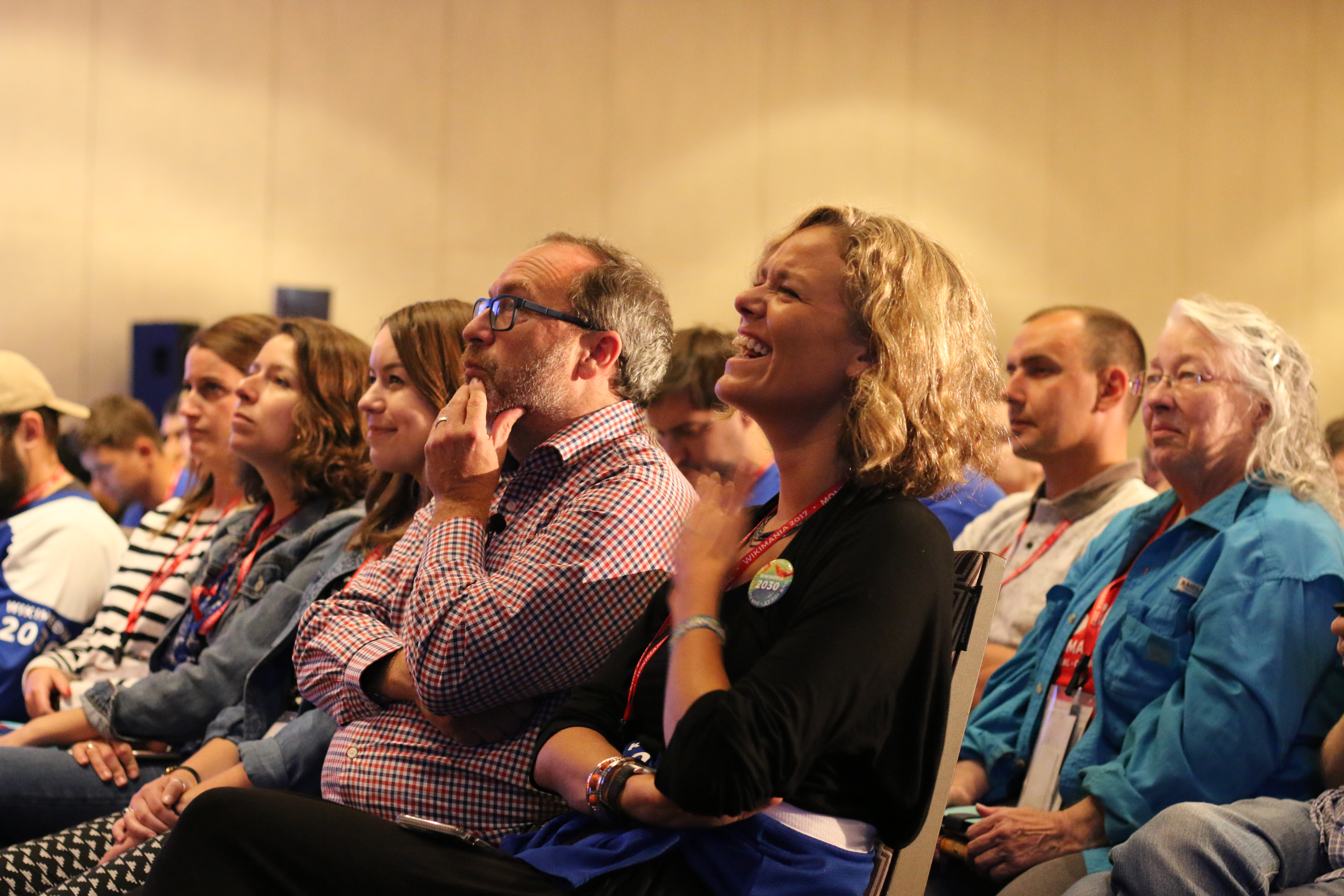
위키마니아 2017에서 캐서린 마와 지미 웨일스

### 위키미디어 재단
2014년 4월부터 2016년 3월까지 위키미디어 재단의 최고 커뮤니케이션 책임자를 맡았다.
캐서린 마는 라일라 트레티코프 사무총장의 사임으로 2016년 3월 위키미디어 재단의 임시 사무총장이 되었고, 2016년 6월 사무총장으로 선임되었다. 위키백과의 설립자 지미 웨일스는 2016년 6월 24일 이탈리아 에시노라리오의 위키마니아 2016에서 2016년 6월 23일자로 임명되었다고 발표했다.
2019년 위키미디어 재단의 CEO 직에 취임했다. CEO 직을 맡는 동안 5년 전과 비교했을 때 7700만 달러였던 연간 기부금 모금액을 2021년 1억 4000만 달러로 늘렸다. 또한 여성 편집자 비율을 30% 늘리는 등 다양성 부분에서 큰 진전을 이루어냈다. 위키백과의 편집이 충분한 여가 시간을 가질 수 있는 남성이나 부유한 국가에 편중되어있다는 것을 지적하며 다양성 문제 해결을 위해 편집에 대한 보상을 지급하는 방안을 고려해야 한다고 말했다.
2021년 4월 15일 위키미디어 CEO 직에서 물러났으며, 마리야나 이스칸더가 후임자로 임명되었다.
2022년부터 2023년까지, 마는 미국 국무부 외교정책위원회 위원으로 활동했으며, 2023년 현재 시그널 재단 이사회 의장을 맡고 있다.
2024년 1월 마는 내셔널 퍼블릭 라디오의 CEO 직에 임명되었으며, 이로 인해 외교정책위원회 위원 직에서 사퇴했으나 시그널 재단 이사직은 유지하고 있다.

## 개인사
캘리포니아주 샌프란시스코에 거주하고 있으며 영어, 아랍어, 프랑스어, 독일어를 구사할 수 있다. 2023년 6월 변호사 아슈토시 우프리티(영어: Ashutosh Upreti)와 결혼했다.

## 같이 보기
- 위키미디어 재단
- 지미 웨일스